# Primtalstvillinger
Primtalstvillinger er to primtal, der kun har ét andet tal imellem sig.
Eksempler på primtalstvillinger er:
- 3 & 5
- 5 & 7
- 11 & 13
- 17 & 19
- 101 & 103
- 22271 & 22273
- 57007007 & 57007009
- 1.000.000.000.061 & 1.000.000.000.063

Det er et uafklaret spørgsmål om der findes uendelig mange primtalstvillinger, men den almindelige opfattelse er, at der er uendelig mange.
Den norske matematiker Viggo Brun forsøgte at bevise, at antallet af primtalstvillinger var uendeligt ved at bevise at den reciprokke sum af alle primtalstvillinger var uendelig. Imidlertid lykkedes det ham i 1919 at bevise, at summen var endelig, og dette kan hverken bruges som argument for eller imod at antallet af primtaltvillinger er uendeligt.
F.eks. er den reciprokke sum af alle kvadrattal også endelig, selvom der naturligvis findes uendelig mange kvadrattal.
Den reciprokke sum af alle primtalstvillinger kaldes Bruns konstant og er beregnet til B2 ≈ 1,902160583104.
Det, at den reciprokke sum af alle primtalstvillinger er endelig, viser, at der findes væsentligt færre primtalstvillinger end primtal, da den reciprokke sum af alle primtal er uendelig.
For alle primtalstvillinger bortset fra (3,5) gælder at tallet mellem primtallene er deleligt med 6, altså at de er på formen (6n-1,6n+1)